# Landsverk AB
Landsverk AB — шведская компания, производитель железнодорожных вагонов, экскаваторов, подъёмных кранов, строительной, лесозаготовительной и военной техники. Основана в 1872 году в городе Ландскруне кузнецом Йоханом Петтерсоном (Johan Petterson) и купцом Александром Олсеном (Alexander Ohlsen).

## История
В 1850 г. Йохан Петтерсон открыл кузницу в Ландскруне. Вскоре кузница переросла в литейный завод.
В 1872 г. Петтерсон вместе с купцом Александром Олсеном основали фирму Firman Petterson & Ohlsen. Она производила сельскохозяйственные орудия, мебель.
Олсен покинул компанию в 1877 году и до 1921 года она полностью принадлежала семье Петтерсон. С 1875 года компания называлась Landskrona Nya Gjuteri & Mek. verkstad, а затем в 1876-1899 гг. — Landskrona Nya Mekaniska Verkstad.
В 1897 г. компания купила большую площадь земли для строительства железнодорожных  вагонов. В том же году продажи составили 563 000 шведских крон. Заработная плата рабочих в компании составляла 24,5 унции в час, часто они работали 57 часов в неделю.
В 1899 году компания была преобразована в общество с ограниченной ответственностью под названием Landskrona Nya Mekaniska Verkstads AB.
C 1925 г. на 61 % принадлежала немецкой компании Gutehoffnungshütte Aktienverein für Bergbau und Hüttenbetrieb. Последняя c 1921 года владела также немецким гигантом Maschinenfabrik Augsburg-Nürnberg (MAN). Это позволяло Германии обойти Версальский договор и втайне от бывших противников производить танки.
В 1928 г. компания поменяла название на AB Landsverk. Был создан отдел брони для разработки, производства и экспорта боевых машин. Немец Отто Меркер возглавлял его  вплоть до своего возвращения на родину в 1936 г..
Фирма доминировала в шведском танкостроении на протяжении 30-х и 40-х годов XX века. Она создала гусеничные L-5 и L-10, принятые шведами на вооружение под обозначением Strv m/31. Также Ландсверк разработала колесно-гусеничные танки L-30 и L-80, легкие танки L-100, L-60.
В 1943 г. на военное производство приходится 90 процентов продаж.
В 1947 г. компанию приобрела шведская механическая мастерская Kockum. В 1954 г. было произведено 150 экскаваторов. Количество сотрудников в то время — чуть меньше 1100.
В 1963 г. кузнечное производство перенесли в Kockums в городе Мальмё.
В 1974 г. во время энергетического кризиса в Швеции компания имела большие запасы не проданной продукции на складах. Персонал сокращен вдвое, почти до 1400 человек. После выпуска 3500 экскаваторов производство было прекращено.
В 1980 г. вследствие Кризиса в судостроении компания потеряла более 100 миллионов шведских крон.
Название Landsverk исчезло после покупки компанией Volvo BM в 1983 году. Период 80-х годов XX века ознаменовался сокращениями персонала.
Осенью 1992 г. были поставлены последние самосвалы, а последние 169 сотрудников уволены.